# ストーカー (1979年の映画)
『ストーカー』（ロシア語: Сталкер, 英語: Stalker）は、1979年に公開されたソビエト連邦のSF映画。アンドレイ・タルコフスキー監督作品。原作はストルガツキー兄弟による小説『ストーカー』。犯罪の「ストーカー」とは無関係で、この意味が定着する前に製作された。作中では「密かに獲物を追うハンター」くらいの意味で用いられている。
「ストーカー」と呼ばれる案内人が、2人の依頼者とともに「ゾーン」と呼ばれる謎の地帯を探検し、疲労困憊で帰宅するまでと、その前後の「ストーカー」の家庭生活を通じ、人間の本性や欲望、信仰・愛を通じての魂の救済が描かれる。
スティーヴン・ジェイ・シュナイダーの『死ぬまでに観たい映画1001本』にも掲載されており、Rotten Tomatoesの支持率100%の映画のうちの１つでもある。

## ストーリー
ある国。ある地域で「何か」（隕石が墜落したのではないか、と言及されるが、謎は明かされない）が起こり、政府はそこへ軍隊を送るが誰一人戻って来なかった。政府はそこを「ゾーン」と呼んで立ち入り禁止にした。やがて、「ゾーン」内には「入ると願いが叶う部屋」があると噂されるようになり、「ゾーン」近傍の町では、「ストーカー」と呼ばれる、厳重な警備をかいくぐって希望者を「ゾーン」に案内してわずかな収入を得る人々が現れ始めた。
「科学者」と「作家」と名乗る二人の男性が、「『部屋』に連れて行ってくれ」とストーカーに依頼し、ある日の夜明け前、3人は出発する。ストーカーは「『ゾーン』には無数の罠が仕掛けられている。何があっても私の指示に従い、勝手な動きをしてはいけない」と告げる。「ゾーン」ではストーカーが告げたとおり、予想のつかない謎の現象がつぎつぎに起こり、「乾燥室」や「肉挽き機」と呼ばれる場所で危機を迎えたが、なんとか切り抜ける。
その道行きの中、3人は、「ゾーン」とは何か、「部屋」とは何か、そして信仰とは何かを論じ合う。2人に「『部屋』に入ったことがあるのか?」とたずねられたストーカーは、「それに答えるのは禁忌だ」と返答した。その代わりにストーカーは、先輩ストーカーの通称「ヤマアラシ」の逸話を語った。「ヤマアラシは『肉挽き機』で死んだ弟を蘇らせたい一心で『部屋』に入ったが、帰ったヤマアラシが得たのは莫大な富だった。自分が本当に望むものがそれだったという事実を『部屋』に突きつけられたヤマアラシは自殺した」
3人は「部屋」にたどり着いた。すると、科学者は荷物から小型核爆弾を取り出し、部屋を破壊しようとした。科学者は「『部屋』が何者かに悪用されるのを防ぐためだ」と語った。ストーカーは「ここは地上に残された最後の希望なのです」と叫び、必死で止めようとしてもみ合いになるが、それを見ていた作家はストーカーに向かって「おまえは偽善者だ」となじる。さらに作家は「『部屋』は、人の本心の最も醜い欲望を物質化するだけの装置に過ぎない。ここに入っても誰も幸せにはならない」と喝破する。科学者と作家は「部屋」に入るのをやめ、3人は「ゾーン」をあとにした。
帰宅したストーカーは「今日も失敗した。どうして『部屋』に入るのをやめる連中には人を信じる心がないのか?」と妻に不満をぶつけ、「もうこの仕事はやめる」と告げ、眠りにつく。
（ここで妻が映画の観客に向かい、自分とストーカーとの出会いや、娘の足が不自由であることなどについて話し、自分に言い聞かせるように「苦しみのないところには幸せもない」とつぶやく。）
ストーカーの娘は部屋でひとり詩集を黙読し、気に入った詩を暗唱していた。娘がテーブルの上のコップを見やると、コップはすべるように動き、そのまま床に落ちた。娘はそれが通常のことのように平然としていた。直後、家全体がけたたましく振動し、すぐそばの線路を列車が通過していった。（ここで歓喜の歌が流れる。）

## キャスト
- 「ストーカー」：アレクサンドル・カイダノフスキー（ロシア語版）
- 「ストーカー」の妻：アリーサ・フレインドリフ
- 「作家」：アナトリー・ソロニーツィン
- 「科学者」：ニコライ・グリニコ（ロシア語版）
- 「猿」（「ストーカー」の娘）：ナターシャ・アブラモヴァ

## 製作
タルコフスキーにとって『惑星ソラリス』に続くSF映画であるが、空想科学的な描写や演出はほとんどない。作中においてSF的要素が示されるのは、冒頭の「ノーベル賞受賞者ウォーレス教授がRAI記者に語った言葉」を示す短い字幕だけである。これは、タルコフスキーの構想が着想から公開までに大きく変わった結果である。
タルコフスキーが最初に原作に注目し、副収入を得るべく、他の監督のために脚本化してもいいと考えた1973年初めから、彼自身にとって「最も調和のとれた形式をとりうる」構想と見なし始め、1974年末から1975年初めまでに「合法的に超越的なものに触れる可能性」を見出し、最終的なヴァージョンに至るまでに2度の撮影を経た。本作の撮影はタルコフスキーの全作品中、最も準備不足の状態で始まり、スタッフとの軋轢や脚本の全面的な書き換えもあってトラブル続きであった。
タルコフスキーのこれ以前の作品と比べて長回しが多く、現実的な時間の持続を強調している。物語が展開する時間は、明示されているわけではないが、まる1日（早朝から夕方）であると思われる。
タルコフスキーの他の作品同様、「水」が重要なモチーフとして登場するが、それまでの作品とは異なり、重油と思われる油が浮いていたり文明の遺物が底に沈んでいたりして、美しくはない。
場面ごとに大きく（モノクロームとカラーの転換）、あるいは微妙に変化する色調や、冒頭でストーカーが登場するシーンのカメラワークに、中世ロシアのイコンの規範が影響しているという研究者もいる。
後半にはタルコフスキー作品特有の難解な台詞回しが見られる。
「ゾーン」の描写は、本作公開後の1986年4月26日に起きたチェルノブイリ原子力発電所事故に似ている。アメリカCBSの「60ミニッツ」によれば、チェルノブイリ近辺の立ち入り禁止区域で働いている作業員達は自分らをストーカーと呼んでいると言う。この辺の事情は、ロシアの評論家が、パステルナークの一節、「詩人に欠員が出たら大変な事だ。仮にその席が埋まったにしても。」を引用し、タルコフスキーの『天使性』に言及している。ただし、タルコフスキーに預言者的・宗教家的な芸術家像を見ようとする見方自体は、芸術家のメシア的使命を強調する19世紀以来のロシアの文化的伝統にもとづくものともいえ、実証性には欠ける。

## 関連作品および影響
- 願望機 (МАШИНА ЖЕЛАНИЙ) - 原作者であり映画のシナリオを担当したストルガツキイ兄弟による初期シナリオのひとつ。『願望機』というタイトルは映画化がソ連の映画雑誌に報じられたときの当初のタイトルでもある[3]。日本語版は深見弾訳・群像社・1989年刊。
- 大江健三郎の小説『静かな生活』の一章「案内人（ストーカー）」は、登場人物が本作について考察するエピソードである。
- S.T.A.L.K.E.R. SHADOW OF CHERNOBYL - ファーストパーソン・シューティングゲーム。ウクライナのゲーム会社が制作、2007年に発売された。本作の影響を非常に強く受けている。
- 宮澤伊織による日本の小説およびそれを原作とした漫画・アニメ『裏世界ピクニック』は、ストルガツキー兄弟の『ストーカー』を意識した作品で「ゾーン」という語も作中にある。
- 岡村天斎による日本のテレビアニメ『DARKER THAN BLACK -黒の契約者-』に登場する「地獄門（ヘルズ・ゲート）」は、ストルガツキー兄弟の『路傍のピクニック』に登場する「ゾーン」をモチーフとしている。